# Brachygobius kabiliensis
Brachygobius kabiliensis är en fiskart som beskrevs av Inger, 1958. Brachygobius kabiliensis ingår i släktet Brachygobius och familjen smörbultsfiskar. IUCN kategoriserar arten globalt som livskraftig. Inga underarter finns listade.